# Список глав правительства Маврикия
Список глав правительства Маврикия включает в себя руководителей правительства Маврикия со времени создания в стране в 1961 году правительственного кабинета. В настоящее время правительство возглавляет премье́р-мини́стр Респу́блики Маври́кий (англ. Prime Minister of the Republic of Mauritius, фр. Premier ministre de la République de Maurice), чьё положение в системе государственной власти определяет действующая конституция, принятая в 1968 году и изменённая в 1992 году в части установления республики, в которой исполнительной власти, включая пост премьер-министра и кабинет министров, посвящена часть VI.
Глава правительства является лидером партии, имеющей большинство в однопалатной Национальной ассамблее. Палата состоит из 70 депутатов, 62 из которых избираются на срок 5 лет прямыми выборами по одномандатным округам, а 8 — назначаются Избирательной комиссией для представительства этнических меньшинств; пятилетним электоральным периодом определяется срок полномочий правительства, ограничений для повторного формирования кабинета при сохранении парламентского большинства не установлено. Этот пост является самой влиятельной конституционной должностью страны, поскольку, возглавляя правительство и председательствуя в кабинете министров, он в силу писанных конвенций объединён с постами министра обороны, внутренних дел и внешних связей (англ. Minister for Defense, Home Affairs, and External Communications), что делает его ответственным за правопорядок, внутреннюю безопасность, оборону, вооружённые силы и разведывательные службы, лидера Национальной ассамблеи (англ. Leader of the National Assembly), в силу чего он формирует парламентскую повестку дня, и министра по делам Родригеса, Внешних островов и территориальной целостности (англ. Minister for Rodrigues, Outer Islands, and Territorial Integrity), что возлагает на него полномочия по администрированию зависимых территорий и их защите.
Первоначально во главе кабинета стоял главный министр, позже  — премьер Маврикия (), с провозглашением независимости в 1968 году — премьер-министр (), а с 1992 года — премьер-министр республики ().
Применённая в первом столбце таблиц нумерация является условной. Также условным является использование в первых столбцах цветовой заливки, служащей для упрощения восприятия принадлежности лиц к различным политическим силам без необходимости обращения к столбцу, отражающему партийную принадлежность. В столбце «Выборы» отражены состоявшиеся выборные процедуры, сформировавшие состав парламента, поддерживающий главу правительства.

## Глава кабинета (колония, 1961—1968)

Флаг (1923—1968)

Главный министр Маврикия (англ. Chief Minister of Mauritius), с 1967 года — Премьер Маврикия (англ. Premier of Mauritius) — в коронной колонии Великобритании Британский Маврикий (англ. British Mauritius) — глава правительственного кабинета, имеющего исполнительные полномочия, значительно ограниченные полномочиями лондонского правительства Её Величества, следующими из конституционного обычая.
Пост главного министра появился в 1961 году, с созданием при генерал-губернаторе правительственного кабинета. После состоявшихся 7 августа 1967 года парламентских выборов, победу на которых одержала трёхпартийная коалиция Партия независимости, придававшая выборам значение референдума о независимости страны, новое правительство возглавил премьер.
|           | Портрет         | Имя (годы жизни)                                               | Полномочия       | Полномочия                                                   | Партия               | Выборы                | Должность                            | Пр.         |
| Начало    | Портрет         | Имя (годы жизни)                                               | Окончание        |                                                              | Партия               | Выборы                | Должность                            | Пр.         |
| --------- | --------------- | -------------------------------------------------------------- | ---------------- | ------------------------------------------------------------ | -------------------- | --------------------- | ------------------------------------ | ----------- |
| 1 (I—III) |                 | Сэр Сивусагур Рамгулам (1900—1985) англ. Seewoosagur Ramgoolam | 26 сентября 1961 | 21 октября 1963                                              | Лейбористская партия | (1959)                | главный министр англ. Chief Minister | [ 6 ] [ 7 ] |
| 1 (I—III) | 21 октября 1963 | Сэр Сивусагур Рамгулам (1900—1985) англ. Seewoosagur Ramgoolam | 12 августа 1967  | 1963                                                         | Лейбористская партия |                       | главный министр англ. Chief Minister | [ 6 ] [ 7 ] |
| 1 (I—III) | 12 августа 1967 | Сэр Сивусагур Рамгулам (1900—1985) англ. Seewoosagur Ramgoolam | 12 марта 1968    | Лейбористская партия в составе коалиции Партия независимости | 1967                 | премьер англ. Premier |                                      | [ 6 ] [ 7 ] |

## Премьер-министры (королевство, 1968—1992)

Флаг (с 1968)

Независимость страны была провозглашена 12 марта 1968 года (при этом Международный суд в 2019 году определил, что процесс деколонизации не был завершён в связи с удержанием Соединённым королевством архипелага Чагос в составе Британской территории в Индийском Океане). В структуре независимой монархии премьер-министр Маврикия (англ. Prime Minister of Mauritius, фр. Premier Ministre de Maurice) являлся главой правительства и обладал исполнительными полномочиями власти монарха, который по всем вопросам тринидадского государства советовался исключительно с министрами правительства Маврикия. Представляющий монарха генерал-губернатор Маврикия назначался по совету премьер-министра; назначение премьер-министром лица, имеющего наилучшие шансы получить парламентскую поддержку, являлось прерогативой самого генерал-губернатора, а не представляемого им монарха. Титул правящей королевы Маврикия Елизаветы II менялся; в период с 12 марта до 25 апреля 1968 года он был Елизавета Вторая, Милостью Божьей, Королева Соединённого Королевства Великобритании и Северной Ирландии, и других её королевств и территорий, Глава Содружества, Защитница веры (англ. Elizabeth the Second, by the Grace of God, of the United Kingdom of Great Britain and Northern Ireland and of Her other Realms and Territories Queen, Head of the Commonwealth, Defender of the Faith), затем до 12 марта 1992 года — Елизавета Вторая, Милостью Божьей, Королева Маврикия и других её королевств и территорий, Глава Содружества (англ. Elizabeth the Second, by the Grace of God, Queen of Mauritius and of Her other Realms and Territories, Head of the Commonwealth).
|                  | Портрет          | Имя (годы жизни)                                               | Полномочия                                                                  | Полномочия | Партия                                                                          | Выборы      | Пр.           |
| Начало           | Портрет          | Имя (годы жизни)                                               | Окончание                                                                   | | Партия                                                                          | Выборы      | Пр.           |
| ---------------- | ---------------- | -------------------------------------------------------------- | --------------------------------------------------------------------------- | --- | ------------------------------------------------------------------------------- | ----------- | ------------- |
| 1 (III—IV)       |                  | Сэр Сивусагур Рамгулам (1900—1985) англ. Seewoosagur Ramgoolam | 12 марта 1968                                                               | 23 декабря 1976                                                                                                  | Лейбористская партия в составе коалиции Партия независимости                    | [ комм. 6 ] | [ 6 ] [ 7 ]   |
| 1 (III—IV)       | 23 декабря 1976  | Сэр Сивусагур Рамгулам (1900—1985) англ. Seewoosagur Ramgoolam | 30 июня 1982                                                                | Лейбористская партия в коалиции с Мусульманским комитетом действий и Маврикийской социал-демократической партией | 1976                                                                            |             | [ 6 ] [ 7 ]   |
| 2 (I—IV)         |                  | Сэр Анируд Джагнот (1930—2021) англ. Anerood Jugnauth          | 30 июня 1982                                                                | 21 августа 1983                                                                                                  | Маврикийское боевое движение в коалиции с Маврикийской социалистической партией | 1982        | [ 12 ] [ 13 ] |
|                  | 21 августа 1983  | Сэр Анируд Джагнот (1930—2021) англ. Anerood Jugnauth          | 30 августа 1987                                                             | Боевое социалистическое движение в коалиции с Лейбористской партией                                              | 1983                                                                            |             | [ 12 ] [ 13 ] |
| 30 августа 1987  | 15 сентября 1991 | Сэр Анируд Джагнот (1930—2021) англ. Anerood Jugnauth          | 1987                                                                        | Боевое социалистическое движение в коалиции с Лейбористской партией                                              |                                                                                 |             | [ 12 ] [ 13 ] |
| 15 сентября 1991 | 12 марта 1992    | Сэр Анируд Джагнот (1930—2021) англ. Anerood Jugnauth          | Боевое социалистическое движение в коалиции с Маврикийским боевым движением | 1991 |                                                                                 |             | [ 12 ] [ 13 ] |

## Премьер-министры (республика, с 1992)
Внутриполитический консенсус в Маврикии об установлении республиканской формы государственности был реализован 12 марта 1992 года с вступлением в силу Закона о конституции Маврикия (Поправка 3). Согласно конституционным поправкам последний генерал-губернатор и главнокомандующий Маврикия Сэр Вирасами Рингаду стал временным Президентом Республики Маврикий (англ. president of the Republic of Mauritius, фр. président de la Republique de Maurice), с прекращением полномочий Королевы Маврикия как главы государства, при этом полномочия кабинета министров в системе исполнительной власти, были сохранены.
|            | Портрет       | Имя (годы жизни)                                          | Полномочия       | Полномочия | Партия | Выборы      | Пр.           |
| Начало     | Портрет       | Имя (годы жизни)                                          | Окончание        | | Партия | Выборы      | Пр.           |
| ---------- | ------------- | --------------------------------------------------------- | ---------------- | --- | --- | ----------- | ------------- |
| 2 (IV)     |               | Сэр Анируд Джагнот (1930—2021) англ. Anerood Jugnauth     | 12 марта 1992    | 27 декабря 1995                                                                                                   | Боевое социалистическое движение в коалиции с Маврикийским боевым движением | [ комм. 9 ] | [ 12 ] [ 13 ] |
| 3 (I)      |               | Навинчандра Рамгулам (1947—) англ. Navinchandra Ramgoolam | 27 декабря 1995  | 11 сентября 2000                                                                                                  | Лейбористская партия в коалиции с Маврикийским боевым движением | 1995        | [ 16 ] [ 17 ] |
| 2 (V)      |               | Сэр Анируд Джагнот (1930—2021) англ. Anerood Jugnauth     | 11 сентября 2000 | 30 сентября 2003                                                                                                  | Боевое социалистическое движение в коалиции с Маврикийским боевым движением | 2000        | [ 12 ] [ 13 ] |
| 4          |               | Поль Раймон Беранже (1945—) фр. Paul Raymond Bérenger     | 30 сентября 2003 | 5 июля 2005 | Маврикийское боевое движение в коалиции с Боевым социалистическим движением | 2000        | [ 18 ] [ 19 ] |
| 3 (II—III) |               | Навинчандра Рамгулам (1947—) англ. Navinchandra Ramgoolam | 5 июля 2005      | 5 мая 2010 | Лейбористская партия в коалиции с Маврикийской партией Ксавье-Люка Дюваля, Братскими зелёными, Республиканским движением и до 2008 года с Маврикийским боевым социалистическим движением | 2005        | [ 16 ] [ 17 ] |
| 3 (II—III) | 5 мая 2010    | Навинчандра Рамгулам (1947—) англ. Navinchandra Ramgoolam | 17 декабря 2014  | Лейбористская партия в коалиции с Маврикийской социал-демократической партией и Боевым социалистическим движением | 2010 |             | [ 16 ] [ 17 ] |
| 2 (VI)     |               | Сэр Анируд Джагнот (1930—2021) англ. Anerood Jugnauth     | 17 декабря 2014  | 23 января 2017 | Боевое социалистическое движение в коалиции с Маврикийской социал-демократической партией и Muvman Liberater                                                                             | 2014        | [ 12 ] [ 13 ] |
| 5 (I—II)   |               | Правинд Кумар Джагнот (1961—) англ. Pravind Kumar Jugnoth | 23 января 2017   | 7 ноября 2019 | Боевое социалистическое движение в коалиции с Muvman Liberater | 2014        | [ 20 ] [ 21 ] |
| 5 (I—II)   | 7 ноября 2019 | Правинд Кумар Джагнот (1961—) англ. Pravind Kumar Jugnoth | 13 ноября 2024   | 2019 | Боевое социалистическое движение в коалиции с Muvman Liberater |             | [ 20 ] [ 21 ] |
| 3 (IV)     |               | Навинчандра Рамгулам (1947—) англ. Navinchandra Ramgoolam | 13 ноября 2024   | действующий | Лейбористская партия в составе Альянса за перемены с Маврикийским боевым движением, Новыми демократами и партией «Сопротивление и альтернативы»                                          | 2024        | [ 16 ] [ 17 ] |